# 위르크 뢰틀리스베르거
위르겐 "위르크" 뢰틀리스베르거(독일어: Jürgen "Jürg" Röthlisberger, 1955년 2월 2일~)는 스위스의 유도 선수이다. 1976년 하계 올림픽에서 동메달을 획득했고, 1980년 하계 올림픽에서 금메달을 획득하였다. 또한 유럽 유도 선수권 대회에서 금메달, 은메달, 동메달을 획득했다.

## 경력
스위스 취리히주의 아들리스빌에서 태어났다. 1974년 3월에 베빌라르에서 열린 스위스 선수권 대회 무제한급에서 피에르 파리의 뒤를 이어 2위로 준우승을 차지하였다. 그 해에 주니어 국가대표로 발탁되어 11월에 이스라엘의 텔아비브에서 열린 1974년 유럽 주니어 유도 선수권 대회에 참가하여 -80kg 부문에서 동메달을 획득하였다. 이듬해인 1975년 3월에는 서독 바트홈부르크포어데어회에에서 열린 서독 U-21 오픈 대회에서 프랑스의 크리스티앙 자뉘라를 누르고 우승했다. 그 해 4월에는 바젤에서 열린 스위스 선수권 대회에서 에르빈 슈나이데거와 마르코 트리피의 뒤를 이어 3위를 하여 동메달을 획득했다. 이후 9월에 바트홈부르크포어데어회에에서 열린 서독 유도 오픈에서 결승전까지 도달했으나 결승에서 서독의 라이문트 하르게스하이머에게 패하여 준우승자가 되었다. 10월에는 오스트리아 빈에서 열린 1975년 세계 선수권 대회에 스위스 국가대표로 참가하였으나 첫 상대인 벨기에의 질베르 쥐스탱에게 패하여 탈락했다. 이듬해 4월에 라쇼드퐁에서 열린 1976년 스위스 선수권 대회에서는 크리스티앙 뷔사를 꺾고 우승하여 올림픽 국가대표로 발탁되었다. 그 해 7월에 진행된 캐나다의 몬트리올에서 열린 1976년 하계 올림픽에서는 하프헤비급(-93kg급)에 출전하였으며, 첫 상대인 푸에르토리코의 엘리우디스 베니테스, 미국의 토머스 마틴, 스웨덴의 요한 숄츠를 차례로 꺾었으며 준결승전에서 일본의 니노미야 가즈히로에게 패하여 우승에는 실패했다. 이후 동메달 결정전에서 동독의 디트마어 로렌츠를 상대로 승리를 거두며 동메달을 획득했다.
같은 해 11월에 함부르크에서 열린 서독 유도 오픈 -86kg 부문에서 폴란드의 즈비그니에프 비엘라프스키와 프랑스의 로제 에라베디앙의 뒤를 이어 3위에 오르며 동메달을 획득했고, 12월에는 스페인 말라가에서 열린 국제 유도 오픈 -93kg급에서 영국의 폴 래드번을 격파하고 금메달을 획득했다. 1977년 4월에 랑가우에서 열린 스위스 선수권 대회에서는 -86kg급에 출전하여 게르하르트 이니거를 결승에서 누르고 우승하였으며, 그 해 4월에 서독의 루트비히스하펜에서 열린 1977년 유럽 유도 선수권 대회 -86kg급에 참가하여 결승까지 도달했고 결승에서 소련의 알렉세이 볼로소프에게 패하여 은메달을 획득했다. 이후 10월에 보훔에서 열린 서독 오픈에서도 소련의 제말 크빌라시빌리에게 패하여 2위를 했다. 1978년 4월에 아라우에서 열린 스위스 선수권 대회에서는 슈나이데거를 꺾고 우승을 차지하며 국내 선수권 대회 3연패를 달성했으며, 그 해 5월에 핀란드 헬싱키에서 열린 1978년 유럽 선수권 대회에 참가하여 준결승에 진출했고, 준결승전에서 소련의 알렉산드르 야츠케비치에게 패한 후 동메달 결정전에서 프랑스의 장피에르 트리페를 누르고 동메달을 획득했다. 이후 11월에 파더보른에서 열린 서독 오픈에서 하르게스하이머와 함께 서독의 볼프랑 프랑크와 소련의 알렉산드르 푸시니차의 뒤를 이어 동메달을 획득했다. 1979년 5월에는 멘드리시오에서 열린 스위스 선수권 대회에서 트리피를 꺾고 우승하여 대회 4연패를 달성했고, 같은 달에 벨기에 브뤼셀에서 열린 1979년 유럽 선수권 대회 -86kg급에서 유고슬라비아의 슬라브코 오바도브를 꺾으며 우승을 차지했다. 이후 12월에 프랑스 파리에서 열린 1979년 세계 선수권 대회 -86kg급에 스위스 국가대표로 참가하였다. 그는 첫 상대인 코트디부아르의 가스통 울라를 꺾었으나 다음 상대인 영국의 피터 도널리에게 패하여 탈락했다.
이후 1980년 3월에 헝가리 페치에서 열린 헝가리컵에 스위스 대표로 참가하여 동독의 디트마어 푸팔과 함께 개최국 헝가리의 오주바르 언드라시와 오스트리아의 로베르트 쾨스텐베르거의 뒤를 이어 3위로 동메달을 획득했다. 같은 해 7월에 소련의 모스크바에서 열린 1980년 하계 올림픽에 스위스 국가대표로 참가하였다. 그는 미들급(-86kg급)에서 첫 상대인 스웨덴의 베르틸 스트룀을 시작으로 카메룬의 앙리리샤르 로브, 키프로스의 코스타스 파파코스타스, 소련의 야츠케비치를 차례로 누르고 결승전에 진출했고, 결승전에서 쿠바의 이사크 아스쿠이를 격파하고 우승을 차지했다. 모스크바 올림픽 이후 국가대표에서 은퇴했으며, 1987년까지 스위스 지역 유도 클럽인 니폰 취리히에서 활동하다가 은퇴했다.